# Heart Shaker
"Heart Shaker" é uma canção gravada pelo grupo feminino sul-coreano Twice, sendo o quarto single de 2017. Foi lançada em 11 de dezembro de 2017 pela JYP Entertainment e distribuída pela Genie Music.

## Antecedentes e lançamento
Em 27 de novembro de 2017, a JYP Entertainment anunciou o lançamento da reedição inspirada no Natal do primeiro álbum de Twice Twicetagram, intitulado Merry & Happy, em 11 de dezembro. A faixa principal "Heart Shaker" foi revelada três dias depois. O título da canção foi previamente mostrado em algumas cenas do videoclipe de "Likey". De 4 a 11 de dezembro, muitas prévias e teasers, incluindo a letra da canção, foram lançados. O álbum, junto com o videoclipe para o single, foram lançados oficialmente em 11 de dezembro. Eles também foram lançados no formato download digital em vários sites de músicas.

## Composição
"Heart Shaker" foi escrita pelo time de produção musical chamado Galactika e co-composta por David Amber, responsável também pelos singles "Mystery" de Hyoyeon e "Lion Heart" de Girls' Generation.

## Videoclipe
O teaser do videoclipe "Heart Shaker" foi lançado em 4 de dezembro de 2017, mostrando em um minuto o grupo dançando o refrão da canção. Junto com o lançamento do álbum, a versão completa do videoclipe foi lançada online em 11 de dezembro.

## Divulgação
Em 11 de dezembro de 2017, Twice realizou uma transmissão ao vivo na Naver V Live para celebrar o lançamento do álbum com os fãs. Elas também revelaram a coreografia completa de "Heart Shaker". Três dias depois, o grupo também participou do Family Concert da SBS Love FM e performou a canção ao vivo a primeira vez.
Twice também perfomou "Heart Shaker" em programas musicais, como Music Bank, Show! Music Core e Inkigayo, entre 15-17 de dezembro.

## Desempenho comercial
A canção estreou no topo das paradas Gaon Music Chart e Kpop Hot 100. Também alcançou as posições 2 e 4 na World Digital Songs e Japan Hot 100, respectivamente.

## Paradas musicais
| Parada (2017)                        | Posição |
| ------------------------------------ | ------- |
| Japão (Japan Hot 100)                | 4       |
| Coreia do Sul (Gaon)                 | 1       |
| Coreia do Sul (Kpop Hot 100)         | 1       |
| Estados Unidos (World Digital Songs) | 2       |